# متحف ماتنادران
متحف ماتنادران أو معهد القديس ماشدوتس للمخطوطات القديمة (الأرمينية: Մաշտոցի անվան հին ձեռագրերի ձեռագրերի) يشار إليه عادة باسم ماتنادران (الأرمينية: Մատենադարան) هو مركز لحفظ المخطوطات القديمة ومعهد للبحوث في يريفان، أرمينيا.
يعد المتحف واحدا من أغنى المستودعات في العالم بمجموعة ضخمة من المخطوطات والكتب التي تغطي مجموعة واسعة من المواضيع، بما في ذلك اللاهوت والفلسفة والتاريخ والطب والأدب وتاريخ الفن وعلم أوصاف الكون باللغة الأرمينية والعديد من اللغات الأخرى.